# Campeonato Mundial de Tiro al Plato de 1935
El IV Campeonato Mundial de Tiro al Plato se celebró en Bruselas (Bélgica) en el año 1935 bajo la organización de la Federación Internacional de Tiro Deportivo (ISSF) y la Federación Belga de Tiro Deportivo.

## Resultados

### Masculino
| Evento         | Oro                           | Plata                                 | Bronce                          |
| -------------- | ----------------------------- | ------------------------------------- | ------------------------------- |
| Foso           | Rudolf Sack Alemania 281 pts. | Sándor Lumniczer · Hungría · 280 pts. | Ludo Sheid · Bélgica · 276 pts. |
| Foso (equipos) | Hungría ·                     | Bélgica ·                             | Alemania                        |

## Medallero
| Núm. | País     | Oro | Plata | Bronce | Total |
| ---- | -------- | --- | ----- | ------ | ----- |
| 1    | Hungría  | 1   | 1     | 0      | 2     |
| 2    | Alemania | 1   | 0     | 1      | 2     |
| 3    | Bélgica  | 0   | 1     | 1      | 2     |
|      | TOTAL    | 2   | 2     | 2      | 6     |